# بثق الطعام
يستخدم البثق في معالجة الأغذية، لإجبار المكونات المخلوطة اللينة من فتحة في لوحة مثقبة أو قالب مصمم لإنتاج الشكل المطلوب. ثم يُقطع الطعام المبثوق إلى حجم معين بواسطة الشفرات. الآلة التي تفرض المزيج من خلال القالب هي آلة بثق، ويعرف المزيج بااسم البثق. الباثق هو عادة برغي كبير دوار وملائم بإحكام داخل برميل ثابت، وفي نهايته يكون القالب.
يتيح البثق إنتاج كميات كبيرة من المواد الغذائية بنظام مستمر وفعال يضمن توحيد المنتج النهائي. عادةً تحتوي المنتجات الغذائية المصنعة باستخدام البثق على نسبة عالية من النشاء. وتشمل هذه بعض المعكرونة، والخبز (المحمص، وعصي الخبز، والخبز المسطح)، والعديد من حبوب الإفطار والوجبات الخفيفة الجاهزة للأكل، والحلويات، وعجينة البسكويت المُعدة مُسبقاً، وبعض أغذية الأطفال، وفول الصويا كامل الدسم، والبروتين النباتي المركب، وبعض المشروبات، وأطعمة الحيوانات الأليفة الجافة وشبه الرطبة.

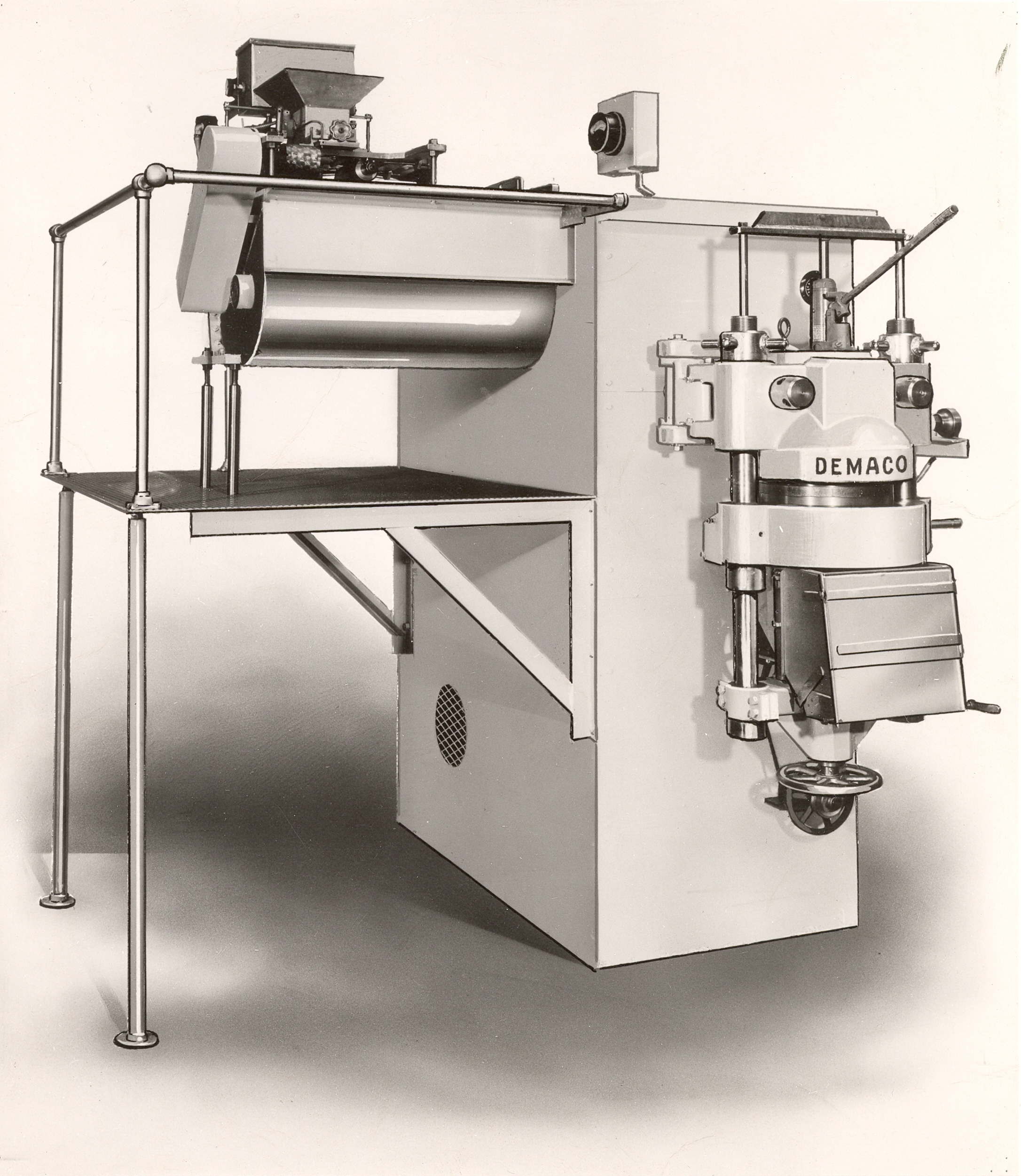
آلة بثق المعكرونة للبضائع القصيرة بدون فراغ من عام 1958

## العملية
في عملية البثق، تُطحن المواد الخام أولاً لحجم الجسيمات الصحيح، وعادة يكون في اتساق الدقيق الخشن. يُمرر المزيج الجاف بمكيف مسبق، حيث تُضاف مُكونات أخرى حسب المنتج المستهدف؛ ربما سكر سائل، أو دهون، أو أصباغ، أو لحوم أو ماء. يُحقن البخار لبدء عملية الطهي، ثم يُمرر الخليط المشروط مسبقًا (البثق) عبر الباثق. الباثق هو برغي كبير دوار يُرَكب بإحكام داخل برميل ثابت، وفي نهايته يكون القالب. يُجبر اللولب الدوار للباثق البثق باتجاه القالب وعبره. المادة المنبثقة موجودة في الباثق لفترة مكوث.
تنتفخ العديد من المنتجات المبثوقة وتغير نسيجها حيث تبثق بسبب تقليل القوى وإطلاق الرطوبة والحرارة. يُعرف مدى القيام بذلك بنسبة التوسع. يُقطع البثق إلى الطول المطلوب بالشفرات عند إخراج الباثق، والذي يدور حول فتحات القالب بسرعة معينة. ثم يُبرد المنتج ويُجفف، ليصبح صلباً مع الحفاظ على المسامية.
يُطهى داخل الباثق، حيث ينتج المنتج الاحتكاك والحرارة الخاصين به بسبب الضغط الناتج (10-20 بار). يمكن أن تنتج العملية البروتين وجيلاتينية النشاء في ظل بعض الظروف.
تتضمن العديد من عمليات بثق الطعام درجة حرارة عالية لفترة قصيرة. العوامل المهمة لعملية البثق هي تكوين البثق وطول اللولب وسرعة الدوران ودرجة حرارة البرميل والرطوبة وشكل القالب وسرعة دوران الشفرات. يُتحكم فيها بناءً على المنتج المطلوب لضمان توحيد المخرجات.
الرطوبة هي أهم هذه العوامل، وتؤثر على لزوجة المزيج، وتعمل على تلدين مادة البثق. ستُقلل زيادة الرطوبة اللزوجة وعزم الدوران ودرجة حرارة المنتج وزيادة الكثافة الظاهرية. وسيُقلل أيضاً الضغط عند القالب. تُجرى معظم عمليات البثق الخاصة بمعالجة الأغذية عند رطوبة منخفضة إلى متوسطة (مستوى رطوبة أقل من 40٪). يُعرف البثق عالي الرطوبة بالبثق الرطب، ولكن لم يُستخدم كثيرًا قبل إدخال آلات البثق المزدوجة اللولب (TSE)، والتي تتمتع بقدرة نقل أكثر كفاءة. أهم عامل ريولوجي في البثق الرطب للنواتج عالية النشاء هو درجة الحرارة. 
تُحدد كمية الملح في البثق لون وملمس بعض المنتجات المبثوقة. تعتمد نسبة التمدد والتهوية للمنتج على تركيز الملح في البثق، ربما نتيجة تفاعل كيميائي بين الملح والنشاء في البثق. ربما يكون سبب تغير اللون نتيجة تركيز الملح هو «قدرة الملح على تغيير النشاط المائي للقاذف وبالتالي تغيير معدل تفاعلات اللون البني». يُستخدم الملح أيضاً لتوزيع المكونات الثانوية، مثل ألوان الطعام والنكهات، بعد البثق؛ تُوزع بالتساوي على سطح المنتج بعد خلطها بالملح.

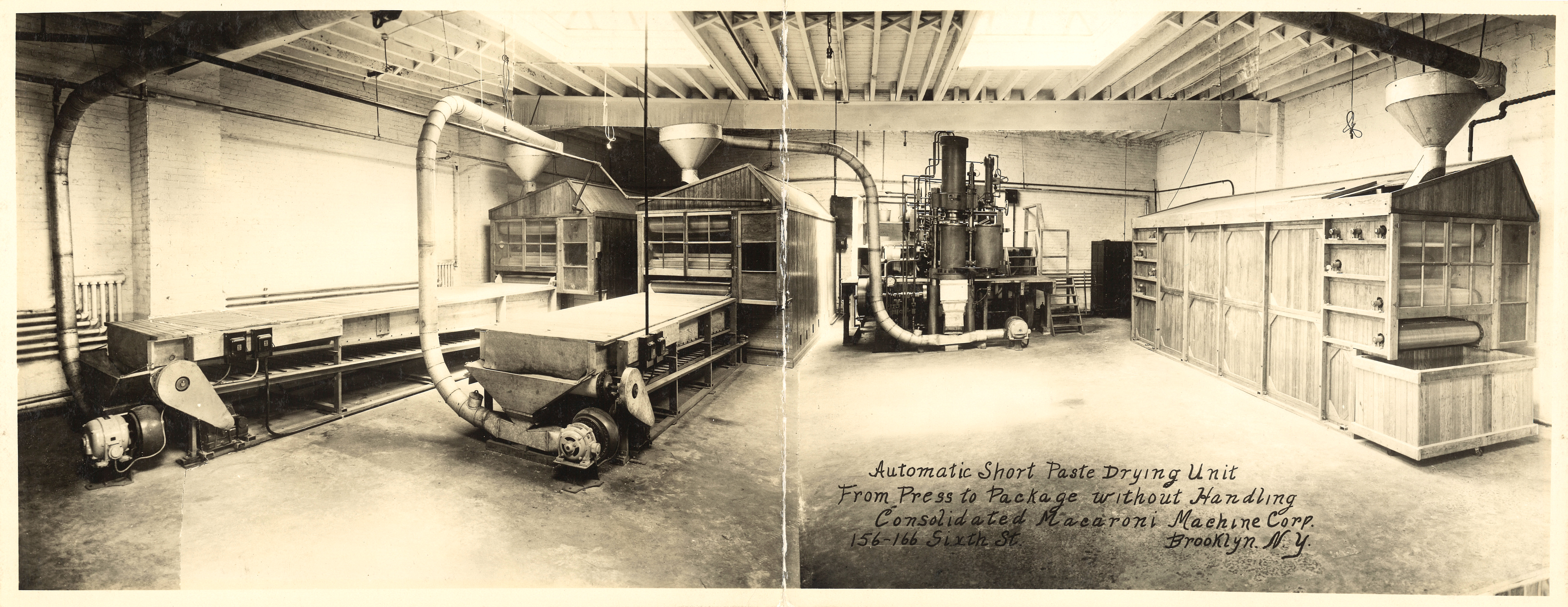
خط تصنيع المعكرونة الجافة من ثلاثينيات القرن الماضي

## تاريخ
صممت أول آلة بثق لتصنيع النقانق في سبعينيات القرن التاسع عشر. أُنتجت المعكرونة الجافة وحبوب الإفطار بالبثق منذ ثلاثينيات القرن الماضي،  وطُبقت هذه الطريقة على إنتاج أغذية الحيوانات الأليفة منذ الخمسينيات (أول طعام مبثوق للكلاب: بورينا دوغ تشاو في عام 1957، وأول طعام قطط مبثوق: بورينا فريسكيس في عام 1962). بعض أجهزة المطبخ المنزلية مثل مطاحن اللحوم وبعض أنواع صانعي المعكرونة تستخدم البثق. أكياس المعجنات (أكياس الأنابيب)، المضغوطة باليد، تعمل بالبثق أيضًا.